# Lola Flores

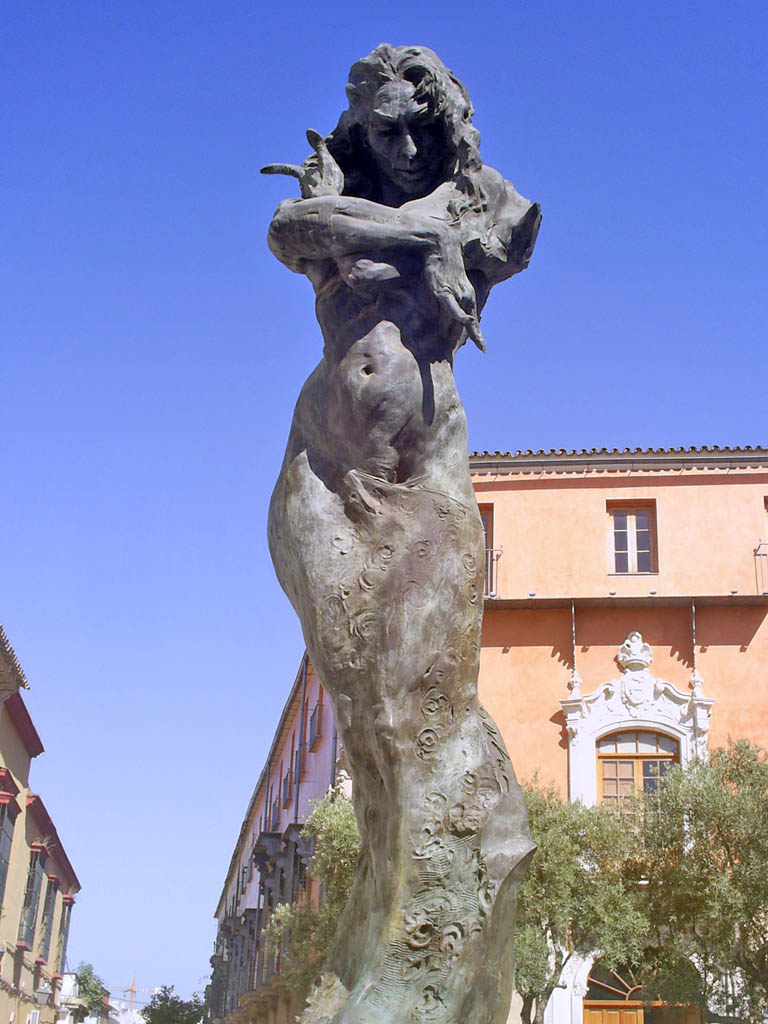
Standbeeld van Lola Flores

María Dolores Flores Ruiz, alias Lola Flores ook wel La Faraona (Jerez de la Frontera, Cádiz, 21 januari 1923 - Alcobendas, 16 mei 1995) was een Spaanse zangeres, flamenco-danseres en filmactrice. Flores werd vooral bekend door haar vertolking van Andalusische folkloristische liedjes. Ze maakte al op 16-jarige leeftijd haar toneeldebuut. Tussen 1939 en 1987 speelde ze ook in een aantal films, vaak in de rol van "zigeunerin".
In 1958 huwde zij met de gitarist Antonio El Pescaílla González (1922-1999). Zij kregen drie kinderen die ook zijn gaan zingen en acteren:
- Dolores (Lolita) Flores; (1958)
- Antonio Flores (1961-1995; stierf aan een overdosis)
- Rosario Flores (1963)

Lola Flores overleed op 72-jarige leeftijd aan de gevolgen van borstkanker. Ze is begraven aan de Cementerio de la Almudena in Madrid.

## Bekende titels
- La zarzamora
- Maria de la O
- A tu vera
- Ay pena penita
- "Limosna de amores" (in: El disco de oro - Seeco records, INC)

## Lola Flores op YouTube
Lola Flores op YouTube
- Bibsys: 90724013
- Biblioteca Nacional de Chile: 000685071
- Biblioteca Nacional de España: XX929344
- Bibliothèque nationale de France: cb13976153w (data)
- Catàleg d'autoritats de noms i títols de Catalunya: 981058523869106706
- CiNii: DA09941653
- Gemeinsame Normdatei: 124893708
- International Standard Name Identifier: 0000 0001 0778 706X
- Library of Congress Control Number: n85138309
- MusicBrainz: e9abb900-fba0-4e1b-ae09-a7ea8f72551b
- Nationale Bibliotheek van Tsjechië: jo2013763727
- Système universitaire de documentation: 084280905
- Virtual International Authority File: 24795432
- WorldCat: E39PBJmpbQvwFDyfTf6RQQpwYP